# Rodrigo de Bastidas (bisbe)
Rodrigo de Bastidas i Rodríguez de Romera (Santo Domingo, 1497 - 1570) primer bisbe de l'Església catòlica a Veneçuela. Fou nomenat governador interí de la província de Veneçuela des de 1540 fins a 1542.

## Biografia
Fill de Rodrigo de Bastidas navegant i conqueridor. Va ser degà de la Diòcesi de Santo Domingo, i el 21 de juny de 1531 va ser nomenat bisbe de la Diòcesi de Veneçuela amb seu en Santa Ana de Coro. i finalment va ser ordenat en aquesta ciutat el 30 de juny de 1532 pel bisbe de Zamora Francisco de Mendoza. En 1539, va consagrar com a bisbe de Santo Domingo a Alfonso de Fuenmayor.
Després de la mort del governador de la província de Veneçuela Jorge de Espira, la Real Audiència de Santo Domingo va designar al novembre de 1540 a Rodrigo de Bastidas perquè exercís la governació de forma interina, per la qual cosa va haver d'embarcar a Sud-amèrica.
Finalment ocuparia el càrrec interí de governador de la província de Veneçuela des del 7 de desembre de 1540 fins al 31 de desembre de 1542, per ser succeït pel nou governador Enrique Rembolt que va assumir el 1º de gener de 1543 i ocuparia el lloc fins a setembre de 1544. El 6 de juliol de 1541, havia estat nomenat bisbe de la Diòcesi de Puerto Rico.
Segons l'historiador Rafael María Baralt, una de les accions de Bastidas com a governador va ser l'enviament des de Coro d'una expedició a la recerca d'El Dorado.
Durant el seu bisbat a Puerto Rico va demanar l'extinció del tribunal inquisitorial, va continuar amb la construcció de la Catedral de Sant Joan entre 1543 i 1555 i va sol·licitar estudis de gramàtica per a la joventut.
Pel 1561 residia a Santo Domingo, on es trobava la seva família. Va renunciar al bisbat el 6 de maig de 1567 i morir probablement en 1570.